# Checupa equifortis
Checupa equifortis là một loài bướm đêm trong họ Noctuidae.